# Rio Ziz
O Rio ou Uádi Ziz (em árabe: نهر زيز‎; romaniz.: nahr zīz; em francês: Oued Ziz) é um rio ou uádi (uede) do sul de Marrocos, que nasce nas montanhas do Médio Atlas e se junta ao uádi Rheris a sudoeste de Tinfou e Merzouga para formarem o Daoura, cujas águas se perdem no Saara argelino. Contando o curso do trecho com o nome de Daoura, o Ziz tem 282 km de comprimento. Em algumas fontes o trecho designado por Rio Daoura é mencionado como sendo o Ziz, sendo que desta forma o comprimento do Ziz aumenta para 450 km.
Apesar do fluxo de água ser intermitente, o seu vale é desde há muito usado como rota de trânsito ao longo das regiões montanhosas que atravessa.
Entre as localidades situadas junto às suas margens destacam-se pela sua importância atual ou histórica as cidades de Errachidia, Erfoud e Sijilmassa.